# Da doo ron ron
Da doo ron ron (When he walked me home) is een lied geschreven door Jeff Berry, Ellie Greenwich en Phil Spector. Het gaat over een ontwakende liefde.Ze schreven het voor het dameskwartet The Crystals, die er een hit mee hadden.

## The Crystals
The Crystals namen Da doo ron ron in 1963 op en brachten het als single uit. Nadat zij het hadden opgenomen was de schrijver en muziekproducent Spector er direct van overtuigd dat het een hit zou worden. Hij zei tegen Sonny Bono: "Het is puur goud dat uit de speakers komt". Het lied wordt gekenmerkt door de Wall of Sound, bedacht door Spector en uitgevoerd door geluidstechnicus Larry Levine. In Nederland werd Da doo ron ron uitgebracht op London Records.

### Hitnotering
Het plaatje gooide ogen in zowel de Amerikaanse als Britse hitlijsten. Het haalde respectievelijk de derde en vijfde plaats. Nederland en België hadden destijds nog geen officiële hitparades. Ook het toenmalige blad Muziek Expres nam het niet op in haar maandelijkse hitlijst. Wel stond het twee maanden in de lijst bij Muziek Parade.

#### NPO Radio 2 Top 2000
| Nummer met noteringen in de NPO Radio 2 Top 2000 | '99  | '00  | '01  |
| ------------------------------------------------ | ---- | ---- | ---- |
| Da Doo Ron Ron                                   | 1834 | 1928 | 1996 |

1. ↑  Een vetgedrukt getal geeft de hoogste notering aan.
2. ↑  Deze tabel is bijgewerkt tot en met de laatste editie (2024).

## Andere versies
Daarna nam een hele rij artiesten het lied op met daaronder uiteenlopende artiesten als:
- The Searchers namen het in 1963 op; ze veranderden het geslacht van de besproken persoon van man Bill naar vrouw Jill
- Shaun Cassidy die er in 1977 een nummer 1-hit mee had in de Billboard Hot 100, maar niet in Nederland (wel zes weken tipparade) en België
- Iain Matthews, de hier a capella zingende folkzanger van inmiddels Nederlandse bodem, single Da doo ron ron/Never again
- The Carpenters
- The Beach Boys
- Maywood
- De Heideroosjes
- Anneke Grönloh heeft diverse versies opgenomen, waaronder een in een vertaling van Gerrit den Braber en één in het Maleis
- de personen uit Spitting Image (1984) bij Ronald Reagan en Nancy Reagan[3] in bed
- The Dollyrots brachten een punkversie uit.
- Renata Moreno - Dadou Ron Ron

Het lied kent een aantal anderstalige varianten: Da dou ron ron (Frans), Do du ron ron (Italiaans) en Da doo ron ron (Fins). Een Nederlandstalige versie De brommerbeer kwam van André van Duin voor het album Veertien beregoeie kinderliedjes.
De rubriek Da doo ron ron was een onderdeel in enkele afleveringen van het televisieprogramma In goed gezelschap. De refreintekst stond vast, de improvisatoren moesten de andere in hun sketch passende tekst verzinnen.